# Felix Hamrin
Felix Teodor Hamrin (Mönsterås, condado de Kalmar, 14 de enero de 1875 - † Jönköping, 27 de noviembre de 1937), político sueco, primer ministro de su país entre el 6 de agosto y el 24 de septiembre de 1932.
Su padre era un comerciante de cueros. Tras estudiar en una escuela de negocios en Gotemburgo, entró en un negocio de venta al por mayor en Jönköping en 1903, en el que permanecería hasta 1930. Entró en el Riksdag (Parlamento) a los 37 años, y bajo el gobierno de Carl Gustaf Ekman fue ministro de Comercio entre 1926 y 1928 y de Finanzas entre 1930 y 1932. Cuando Ekman debió renunciar poco antes de las elecciones de 1932 debido al escándalo que siguió a la quiebra de Ivar Kreuger, Hamrin lo sucedió como primer ministro. Renunció tras las elecciones, ya que el Partido de los libres de espíritu, al que pertenecía, sufrió una seria derrota en los comicios. Su período de gobierno fue solamente de 50 días, lo que constituye el récord del período más corto en el cargo de un jefe de gobierno en Suecia.
Fue brevemente líder de su partido después de Ekman, y del nuevo Partido del Pueblo, hasta que en enero de 1935 se eligió un nuevo líder. Fue también gobernador del condado de Jönköping entre 1930 y 1937. Sus tareas políticas más importantes fueron las de combatir los efectos económicos de los primeros años de la Gran Depresión en Suecia a través de severas medidas económicas, y mitigar los efectos de la quiebra de Kreuger.  
Casado con Elizabeth "Lizzie" Pennycock en 1900, tuvo con ella siete hijos.